# Mary Louise Booth
Pour les articles homonymes, voir Booth.
Mary Louise Booth, née le 19 avril 1831 et morte le 5 mars 1889, est une éditrice, traductrice et écrivaine américaine. C’est également une féministe, et une partisane de l’abolition de l’esclavage, plaidant la cause des unionistes par ses écrits pendant la guerre civile américaine. Elle est devenue par la suite la première rédactrice en chef d’un magazine à la fois littéraire et de mode devenu célèbre, le Harper's Bazaar.

## Biographie
Fille de William Chatfield Booth et Nancy Monswell, elle est née à Millville, un hameau à l’époque qui est renommé en Yaphank en 1844, avec l’arrivée du chemin de fer. Sa mère est la petite-fille d'un réfugié de la Révolution française. Lorsqu'elle a environ 13 ans, son père, William Chatfield Booth, déménage sa famille de Yaphank  à Brooklyn, dans New York où il organise la première école publique de cette ville,,. À l'âge de 18 ans, elle quitte la maison familiale pour New York et apprend à travailler dans la couture. Mais elle contribue aussi à divers journaux et magazines, sans être toujours payée pour cela, déterminée cependant à en faire sa profession. Elle commence ainsi à faire des reportages et des critiques de livres pour des revues éducatives et littéraires,.
En 1859, elle se consacre entièrement au travail d’écriture et se lance dans la rédaction d’une histoire de la ville de New York, effectuant elle-même des recherches dans les archives. En 1861, au début de la guerre de Sécession, elle se procure les feuillets préliminaires, en français, d’une nouvelle œuvre de Agénor de Gasparin , Un grand peuple qui se relève, et se précipite chez Scribner pour leur en proposer la traduction. L’intérêt est mitigé mais elle poursuit. Le livre fait sensation auprès des habitants du Nord des États-Unis. Charles Sumner et le président Lincoln lui écrivent tous deux des lettres de remerciement. Elle poursuit la traduction d’autres ouvrages français, visant à éveiller le sentiment patriotique et à renforcer la cohésion du camp anti-esclavagiste, tels que L'Amérique devant l'Europe, toujours de Gasparin, Paris en Amérique d'Édouard Lefebvre de Laboulaye, ainsi que différents ouvrages sur l’abolition de l’esclavage d’Augustin Cochin. Elle effectue également d’autres traductions, comme l’Histoire de France depuis les temps les plus reculés jusqu’en 1789, d’Henri Martin. Bien que ses revenus restent modestes, elle acquiert par ses publications et son engagement anti-esclavagiste une notoriété au sein du milieu littéraire new-yorkais,. Elle est également une féministe et une suffragette, qui a traduit La Femme affranchie de Jenny d'Héricourt et l’autobiographie de George Sand (traduction non publiée). Dès 1855, elle s’est rapprochée des fondatrices des groupes de femmes du New England Women's Club de Boston et du Sorosis Club de New York.
À la fin de la guerre civile américaine, elle se voit proposer par les frères Harper, et leur maison d’édition Harper & Row la direction d’un projet de périodique hebdomadaire, le Harper's Bazaar. Leur idée, sur ce projet, est de s’adresser aux femmes et de créer l’équivalent d’un salon littéraire et mondain. Elle assume cette responsabilité depuis les débuts de la revue, en 1867, jusqu'à sa mort. Elle développe le magazine avec une grande ouverture d’esprit, sans faire de frontière entre le créateur littéraire, le créateur de mode, le dessinateur et l’artiste plus traditionnel : comme indiqué sur la couverture, le magazine se définit comme « un recueil de mode, de plaisir et d’instruction ». Le magazine est également tourné vers l’international et annonce l’époque Café society. Elle suit aussi avec intérêt les créations littéraires et de mode à Paris, et évoque  notamment dans les pages du magazine les créations du couturier parisien Charles Frederick Worth, puis, ultérieurement, celles de Paul Poiret. Elle meurt, après une courte maladie, le 5 mars 1889.